# Opistognathus reticulatus
Opistognathus reticulatus is een straalvinnige vissensoort uit de familie van kaakvissen (Opistognathidae). De wetenschappelijke naam van de soort is voor het eerst geldig gepubliceerd in 1969 door McKay.